# Марк Павелич
Марк Павелич (англ. Mark Pavelich, 28 лютого 1958, Евлет — 4 березня 2021) — колишній американський хокеїст, що грав на позиції центрального нападника. Грав за збірну команду США.
Олімпійський чемпіон.

## Ігрова кар'єра
Хокейну кар'єру розпочав 1976 року.
Протягом професійної клубної ігрової кар'єри, що тривала 12 років, захищав кольори команд «Нью-Йорк Рейнджерс», «Міннесота Норт-Старс» та «Сан-Хосе Шаркс».
Загалом провів 378 матчів у НХЛ, включаючи 23 гри плей-оф Кубка Стенлі.
Виступав за збірну США.

## Статистика
| Сезон        | Клуб                        | Ліга             | Регулярний сезон | Регулярний сезон | Регулярний сезон | Регулярний сезон | Регулярний сезон | Плей-оф | Плей-оф | Плей-оф | Плей-оф | Плей-оф |
| Сезон        | Клуб                        | Ліга             | І                | Г                | П                | О                | ШХ               | І       | Г       | П       | О       | ШХ      |
| ------------ | --------------------------- | ---------------- | ---------------- | ---------------- | ---------------- | ---------------- | ---------------- | ------- | ------- | ------- | ------- | ------- |
| 1976–77      | Університет Міннесота-Дулут | НКАА             | 37               | 12               | 7                | 19               | 8                | —       | —       | —       | —       | —       |
| 1977–78      | Університет Міннесота-Дулут | НКАА             | 36               | 14               | 30               | 44               | 44               | —       | —       | —       | —       | —       |
| 1978–79      | Університет Міннесота-Дулут | НКАА             | 37               | 31               | 48               | 79               | 52               | —       | —       | —       | —       | —       |
| 1979–80      | Олімпійська збірна США      | Міжнародні матчі | 60               | 16               | 36               | 52               | 14               | —       | —       | —       | —       | —       |
| 1981–82      | «Нью-Йорк Рейнджерс»        | НХЛ              | 79               | 33               | 43               | 76               | 67               | 6       | 1       | 5       | 6       | 0       |
| 1982–83      | «Нью-Йорк Рейнджерс»        | НХЛ              | 78               | 37               | 38               | 75               | 52               | 9       | 4       | 5       | 9       | 12      |
| 1983–84      | «Нью-Йорк Рейнджерс»        | НХЛ              | 77               | 29               | 53               | 82               | 96               | 5       | 2       | 4       | 6       | 0       |
| 1984–85      | «Нью-Йорк Рейнджерс»        | НХЛ              | 48               | 14               | 31               | 45               | 29               | 3       | 0       | 3       | 3       | 2       |
| 1985–86      | «Нью-Йорк Рейнджерс»        | НХЛ              | 59               | 20               | 20               | 40               | 82               | —       | —       | —       | —       | —       |
| 1986–87      | «Міннесота Норт-Старс»      | НХЛ              | 12               | 4                | 6                | 10               | 10               | —       | —       | —       | —       | —       |
| 1987–88      | «Больцано»                  | Серія A          | 36               | 31               | 42               | 73               | 19               | —       | —       | —       | —       | —       |
| 1991–92      | «Сан-Хосе Шаркс»            | НХЛ              | 2                | 0                | 1                | 1                | 4                | —       | —       | —       | —       | —       |
| Усього в НХЛ | Усього в НХЛ                | Усього в НХЛ     | 355              | 137              | 192              | 329              | 340              | 23      | 7       | 17      | 24      | 14      |